# Canale di Porta Nuova

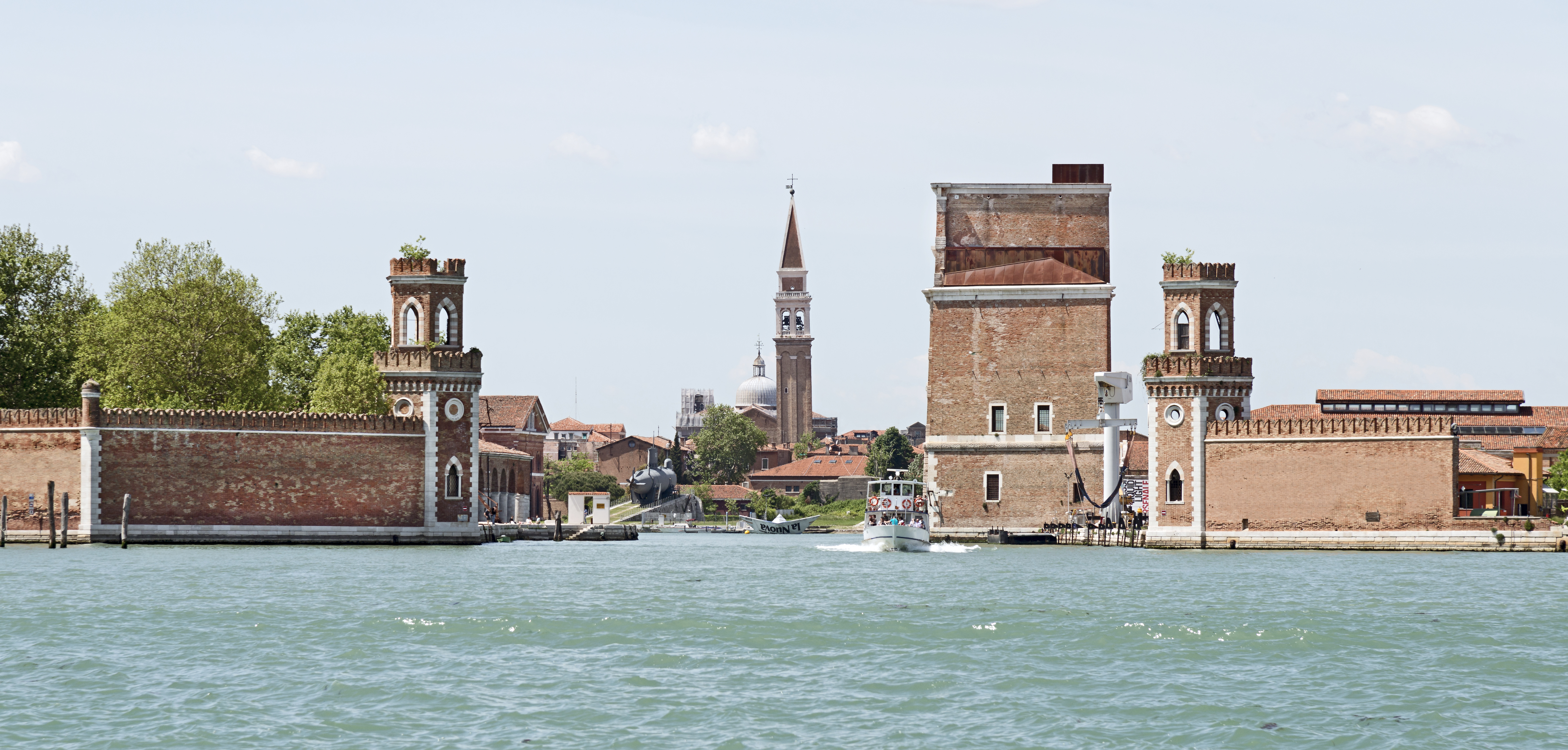
Le canal de porta nova vu de la lagune

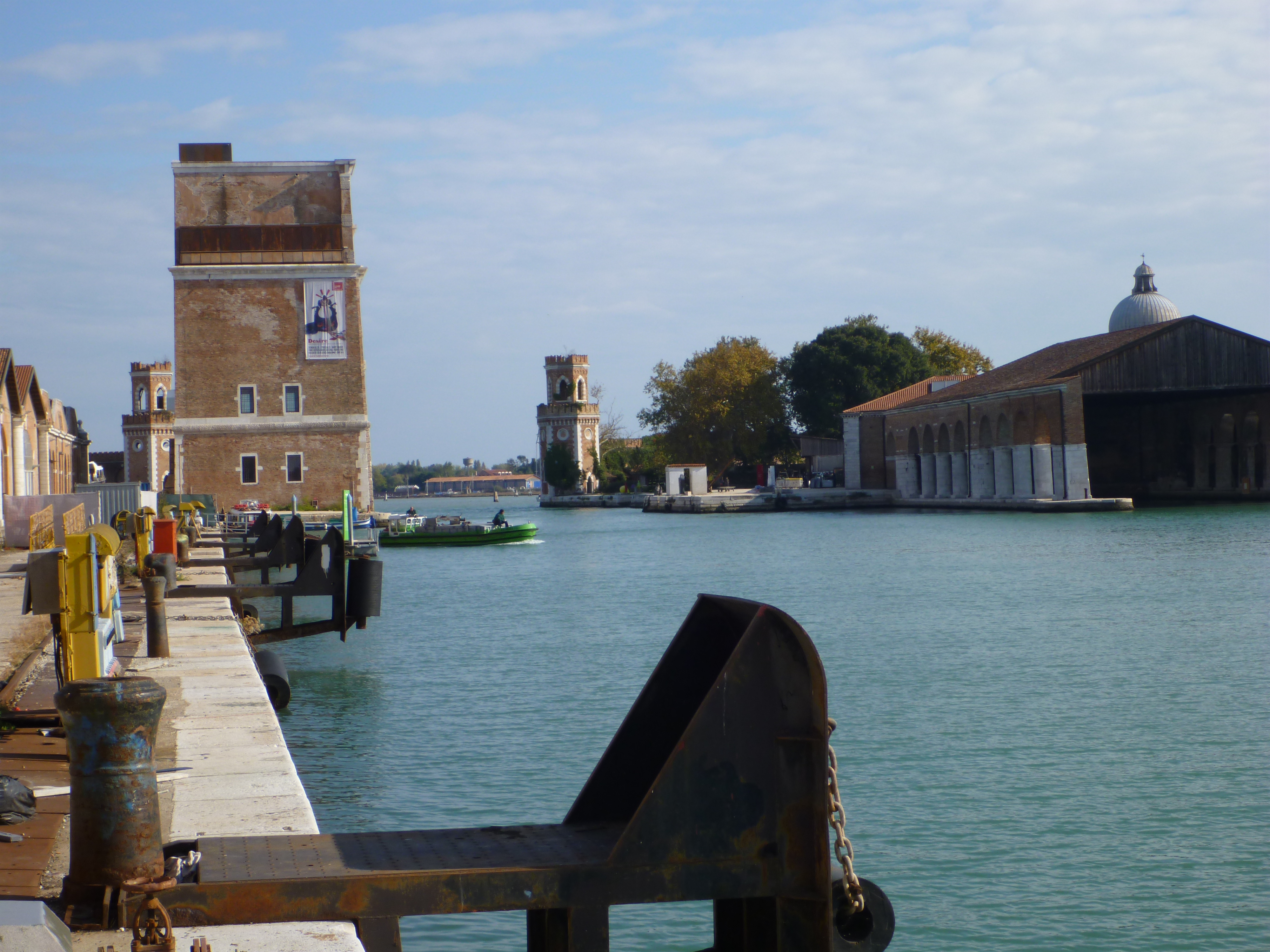
Darsena novissima

Le canale di Porta Nuova (Canal de la nouvelle porte) est un canal de Venise dans l'enceinte de l'Arsenale Vecchio (sestiere de Castello). 

## Description
Le canal de Porta Nova (en vénitien) a une longueur d'environ 140 mètres. Il relie la Darsena Grande vers l'est avec la lagune au nord-est de la ville.

## Origine
À la chute de la République en 1797, pendant la seconde domination française (1806-1814), l'arsenal dut faire face à la volonté de la marine Française d'acheminer la production de vaisseaux de premier rang, sur trois ponts, armés de 80 canons, c'est-à-dire des navires de grandes dimensions et profondeur, inconnus jusque-là à l'arsenal.
Entre 1809 et 1811, furent démarrés des travaux de restructuration qui adaptèrent l'ancienne et structure à l'organisation productive d'un grand complexe industriel. Il fallait disposer d'infrastructures productives proportionnées en profondeur et largeur de canal suffisantes pour porter les vaisseaux en mer.
L'ingénieur Lessan fit construire une tour dite de Porta Nova, et ensuite on affronta le problème de la masse et du tirant d'eau des nouveaux vaisseaux, qui ne purent plus passer par l'étroit Rio de la Madonna. On réalisa donc un lien direct entre l'arsenal et la lagune, le passage de porte nova et la démolition des murailles de frontière à l'endroit où déjà de 1473 à 1516, on avait tenue ouverte une brèche.

## Les torreséle
À l'embouchure du canal de porte nova et ensuite aussi en correspondance de l'angle nord-ouest, furent élevés des torreséle (tourelles), de style néogothique, dont la typologie de construction devait rappeler selon les auteurs, les anciennes tours périmétrales de l'arsenal qui apparaissent dans les gravures les plus anciennes et qui étaient surmontées par un petit dôme. L'effet qui s'en dégage est celui d'un style plus orientaliste, proche du minaret, avec quelque analogie avec le castello da mar de la forteresse grecque de Modon, base maritime vénitienne en Morée, qui avec sa voisine Coron étaient appelées les yeux de la République.

## Situation
- Ce rio est le bassin situé le plus à l'est de l'Arsenal de Venise.